# Lauser Weiher
Der Lauser Weiher ist ein natürlicher, moorhaltiger Badesee im Landkreis Rosenheim, der vom Kupferbach durchflossen wird.  
Er liegt in der Gemeinde Feldkirchen-Westerham im Ortsteil Unterlaus und liegt ungefähr einen Kilometer südlich der Gemeinde- und Landkreisgrenze am Rand des Naturschutzgebietes Kupferbachtal.
Der See ist von waldigen Hügeln umgeben, weshalb er bereits am späten Nachmittag im Schatten liegt. Das Fischvorkommen des Sees, der an den Kreisfischereiverein Bad Aibling verpachtet ist, zeigt vielfältige Arten: Weißfischarten, Hechte, Zander, Karpfen, Schleie und vermehrt auch Waller.
2002 trat der Lauser Weiher wegen sturzbachartiger Wassermassen, die von den benachbarten Hängen abflossen, über seine Ufer und überschwemmte weite Teile von Unterlaus.